# جنگ تصنعی
جنگ تصنعی یا جنگ نشسته (آلمانی: Sitzkrieg، فرانسوی: Drôle de guerre‎) دوره‌ای هشت‌ماهه در آغاز جنگ جهانی دوم بود که طی آن هیچ عملیات زمینی مهمی در جبههٔ غربی رخ نداد. این دوره از روز ۳ سپتامبر ۱۹۳۹ با اعلان جنگ متفقین (بریتانیا و فرانسه) به آلمان در پی تهاجم این کشور به لهستان آغاز شد و تا ابتدای نبرد فرانسه در ۱۰ مه ۱۹۴۰ ادامه داشت.

## پیش‌زمینه
در پی تهاجم آلمان به لهستان در روز ۱ سپتامبر سال ۱۹۳۹، بریتانیا و فرانسه همان روز با صدور ضرب‌العجلی دو روزه خواهان عقب‌نشینی ورماخت از خاک لهستان شدند. به هر صورت با پایان مهلت این ضرب‌العجل بریتانیا ساعت ۱۱ صبح و فرانسه ساعت ۵ بعد از ظهر روز ۳ سپتامبر به آلمان اعلان جنگ کردند.

## آغاز جنگ
به هر صورت در ابتدا هیچ اتفاق خاصی نیفتاد. جز چند حمله هوایی کوچک، طرفین تنها بخش کوچکی از نیروی هوایی خود را به‌کار گرفتند.